# Gerardo Berenga
Gerardo Berenga (Lanciano, 28 gennaio 1860 – Lanciano, 24 aprile 1944) è stato un avvocato e politico italiano.

## Biografia
Laureato in giurisprudenza, abbina la professione di avvocato alla politica. Dal 1895 è sindaco di Lanciano, e in tale veste è tra i promotori della ferrovia Sangritana, dell'acquedotto del Verde e di una profonda ristrutturazione dell'abitato cittadino. Consigliere delegato del Banco di Lanciano, è un liberale di orientamento giolittiano, promuove in Parlamento una completa revisione della legge comunale e provinciale.